# Яна Бурчеська
Яна Бурчеська (мак. Јана Бурческа; 6 липня 1993) — македонська співачка, яка здобула популярність завдяки участі на конкурсі «Macedonian Idol» 2011 року, де вона посіла п'яте місце. 2017 року представляла Македонію на Євробаченні 2017 у Києві, Україна. Виступила у другому півфіналі Євробачення, 11 травня, але до фіналу не пройшла.

## Біографія
Яна Бурчеська народилася 6 липня 1993 року в Скоп'є, Північна Македонія. Інтерес до музики з'явився завдяки її матері, а в початковій школі її вчитель зауважив, що Яна має музичний талант і почав допомагати їй брати участь у різноманітних музичних заходах.
2011 року Бурчеська стала учасницею македонської версії шоу «Idol», де посіла 5 місце і стала єдиною представницею жіночої статі, яка потрапила у топ-5 за результатами конкурсу. Після завершення шоу співачка оголосила, що музика — це лише її захоплення, і що вона хоче отримати повноцінну вищу освіту. Після цієї заяви вона почала навчатися в Юридичному інституті. Також якийсь час Бурчеська працювала моделлю.
2012 року співачка дебютувала на відомому македонському фестивалі «Skopje Fest» із піснею «Би била твоја» (укр. Була би твоєю). 2013 року на цьому же фестивалі вона брала участь із піснею «Љубовна» (укр. Ця любов) разом з Мікі Секуловським, а 2015 — із піснею «Јас и ти» (укр. Я і ти). Через якийсь час вона записала пісню «Небо» (укр. Небо) разом з македонським гуртом «Мизар».
21 листопада 2016 року Македонське телебачення оголосило, що Яна Бурчеська представлятиме Македонію на Пісенному конкурсі Євробачення 2017, який відбудеться у Києві. Також було оголошено, що конкурсна пісня буде представлена пізніше.
11 травня 2017 року виступила в другому півфіналі Євробачення де посіла 15 місце. Також у прямому ефірі отримала шлюбну пропозицію